# Sport au Mans
 (décembre 2018).
Le Mans est une ville située dans la région des Pays de la Loire et le département de la Sarthe dont elle est la préfecture. C'est ici qu'a lieu la mythique course des 24h du Mans qui a fait la légende de la ville.

## Sports pratiqués

### Automobile et moto

La course automobile des 24 Heures du Mans est reconnue à travers le monde entier.

La ville accueille l'épreuve des 24 Heures du Mans,  une course automobile d'une durée de 24 heures, organisée par l'Automobile Club de l'Ouest (ACO). La course existe depuis 1923 et se déroule chaque année au mois de juin sur le célèbre circuit des 24 Heures, long tracé de plus de 13 kilomètres ouvert pour l'occasion. Les équipes sont constituées de trois pilotes qui se relaient jour et nuit. L’événement a rassemblé 256 900 personnes en 2018. Il existe également des épreuves similaires pour les motos, les kartings et ou encore les camions.
Le Mans accueille également le Grand Prix de France moto sur le circuit Bugatti qui est permanent. L'enceinte du circuit, comprend un musée de l'automobile où l'on peut admirer des prototypes uniques. Dans le centre-ville, les Empreintes des vainqueurs proposent un itinéraire sur les traces des pilotes qui ont fait l'histoire de la course.
Le circuit accueille aussi depuis 2022 le GP Explorer
L'histoire entre Le Mans et la course automobile commence véritablement en 1906 quand l'Automobile Club de France reçoit le 26 juin 1906 le premier Grand Prix de France, initialement dénommé « Grand prix de L'ACF », puis deviendra plus tard le grand prix de F1.
En 1993, une académie appelée FFSA Academy est fondée au sein du Technoparc Sud du Mans. Elle est la seule entreprise de pilotage française homologuée par la FFSA. C'est notamment dans cette école que le manceau Sébastien Bourdais a été formé.

### Basketball

Le Mans Sarthe Basket est l'un des clubs les plus titrés de France.

Le Mans Sarthe Basket ou MSB, (anciennement SCM), est une équipe évoluant dans la première division du championnat de France de basketball (Jeep Élite). Le club est quintuple champion de France (1978, 1979, 1982, 2006 et 2018), quintuple vice-champion de France (1970, 1974, 1980, 1981 et 1983), quadruple vainqueur de la Coupe de France (1964, 2004, 2009 et 2016), double vainqueur de la Semaine des as (2006 et 2009) et vainqueur de la Leaders Cup (2014). Le club détient notamment le record de participations consécutives en playoffs avec 20 participations. 
L'enceinte sportive dans laquelle se déroule les matchs à domicile du MSB est la salle Antarès, située au sud de la ville, près du circuit.
Les deux autres clubs de basketball de la ville les plus importants après le MSB sont le Sporting Club Moderne et la JALT Le Mans.

### Breakdance
La compagnie de danse Legiteam Obstruxion (L.O) est un groupe de Break dance basé au Mans. Le groupe est issu de la fusion entre le groupe Kombo et le groupe Legiteam Obstruxion, en septembre 2006. Les membres de la compagnie s’entraînent principalement à la MJC Plaine du Ronceray dans les quartiers sud de la ville.
Palmarès :
- Battle of The Year
  - France : vainqueur (2007 et 2022 [13]), troisième (2010), quatrième (2004, 2005 et 2013)[14]
  - International : troisième (2007[14])
- B-Boy Unit 
  - France : vainqueur (2006, 2007)
  - International : troisième (2007[15])
- Red Bull BC One
  - Europe : deuxième (bboy Khalil en 2012)

L'un des membres du groupe, Cyril Paglino, a été le participant de la saison 2 de Secret Story en 2008 .
En 2008, Legiteam Obstruxion est l'objet d'un documentaire du réalisateur Nadja Harek intitulé Legiteam obstruxion : au cœur des battles hip-hop.
Varinn Thin, l'un des membres de la compagnie, a été la doublure du rappeur Orelsan dans le clip Ils sont cools.

### Football

Le Mans Football Club évolue actuellement en Championnat de France de football National.

L'équipe de football du Mans est d'abord l'Union sportive du Mans. Elle est fondée en 1899 et évoluera sur les terrains du quartier de Beauregard avant d'investir le vélodrome Léon-Bollée, futur stade du même nom. Lors de la saison 1906-1907, le club atteint les quarts de finale du championnat de France. À partir de 1921, le club tombe en désuétude. Il n'est ranimé qu'au moment de la seconde guerre mondiale. En 1943-1944, ses joueurs sont forcés d'intégrer les rangs de l'équipe fédérale de Bretagne, bien que la ville n'ait rien à voir géographiquement avec la région en question. Avec la réorganisation du championnat et malgré un bel exercice lors de la saison 1945-1946, le club est cantonné la saison suivante au championnat de deuxième division. Les cadres s'en vont et le club doit abandonner son statut professionnel en 1951. La fusion a bientôt lieu en 1985 entre les deux clubs rivaux de la ville: l'USM et le Stade Olympique du Maine (SOM), afin de former Le Mans Union Club 72. Le MUC 72 monte en Ligue 1 pour la première fois en 2003 mais ne s'y stabilise qu'en 2005. Le club réalise de belles performances avec une coupe Gambardella remportée en 2004 et trois demi-finales consécutives en coupe de la ligue de 2006 à 2008. Afin de développer le club, un nouveau stade d'une capacité d'accueil de 25 064 places assises fut inauguré le 29 janvier 2011 en présence du premier ministre François Fillon. Le MMArena est le premier stade français financé par un partenaire privé (MMA qui a son siège au Mans), par naming et non par concession. À partir de la saison 2010-2011, le MUC 72 est renommé Le Mans FC, mais les résultats sportifs ne sont pas à la hauteur et le club se retrouve rapidement face à une situation financière et sportive critique. Le 15 octobre 2013, la liquidation judiciaire est prononcée par le tribunal de commerce du Mans et le club doit repartir en Division d'honneur de la Ligue du Maine, soit l'équivalent d'une 6e division.
Le Mans compte seize autres clubs de football licenciés intra-muros et quinze dans la communauté urbaine, comme le FC Le Mans ou le SPC Moderne. La section féminine du Mans FC fait évoluer une équipe en 2e division et une autre en Ligue du Maine.

### Football américain
Les Caïmans 72, grande équipe dans les années 1980, commencent à revenir dans les meilleurs depuis 2009, et c'est ainsi qu'en 2012 ils réintègrent le Casque d'or (D2). Lors de leurs seconde année dans cette division, les Caïmans vont en être demi-finaliste du Nord. Les Caïmans 72 après une saison 2021/2022 parfaite (9 victoires en 9 matchs disputés), ils deviennent les Champions du Casque d’Argent à la suite d'une victoire sur le score de 28-24 contre les Aigles Rouges de Nice. Ils évolueront pour la saison 2022/2023 en Division 2, le Casque d’Or.

### Hockey sur glace
Les Renards du Hockey Club Le Mans est le seul club de hockey sur glace du département.

### Sports de combat
La ville du Mans possède de nombreuses association sportives proposant un large panel de sports de combat (de l'aïkido au taekwondo, en passant par la boxe ou encore le krav-maga).
Lors des Championnats du monde de karaté 2018, la chartraine Leïla Heurtault, licenciée du club des Samouraï 2000, est médaillée d'or de kumite par équipe aux côtés d'Andréa Brito, Léa Avazeri et Laura Sivert.

### Parkour
L'association Le Mans Parkour 72 propose régulièrement des entraînements et des initiations au parkour (art du déplacement) et au chase tag dans la ville et dans toute la Sarthe. L'association est affiliée à la Fédération de Parkour.

### Autres sports et clubs
- Baseball / Softball : Les Grey Jays
- Badminton : Stade Olympique Le Mans
- Crossfit : L'Arène CrossFit Happiness
- Cyclisme : Le Mans Sarthe Vélo
- Football de table : USM Football de table - Les Ninjas
- Handball : CSC Le Mans Handball, Le Mans Sarthe Handball 72
- Kinball : Le Mans Union Kin Ball 72
- Roller : Roul'mans
- Roller Derby : Roller Derby 72 - Les Missfeet
- Rugby : Rugby Club du Mans, Club Olympique de Pontlieue
- Tennis de Table : Le Mans Tennis de Table
- Ultimate : Les Manchots
- Waterpolo : Club des Nageurs du Mans

## Équipements sportifs

### Stades

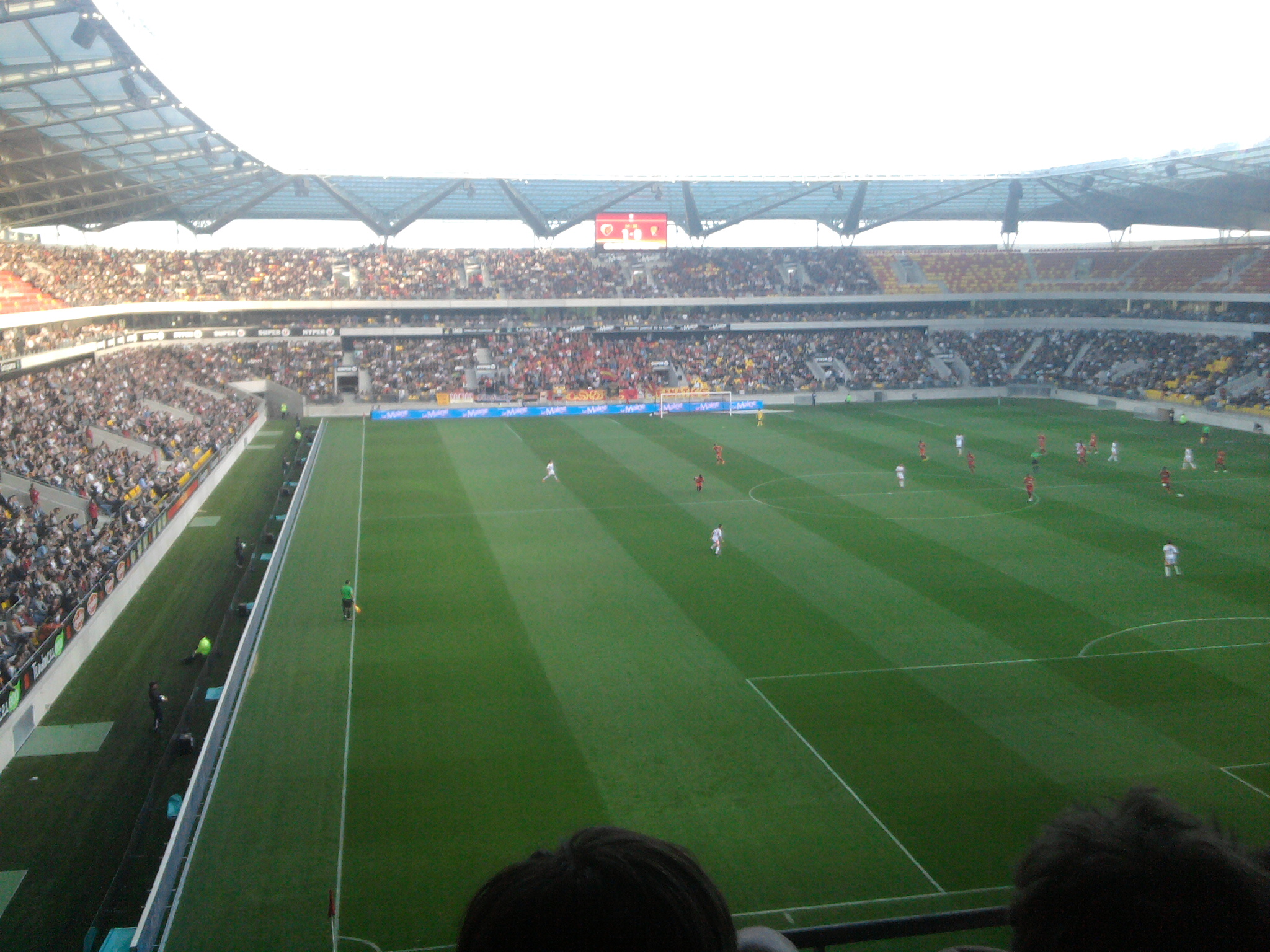
Le MMArena est le stade dans lequel évolue le club de Le Mans FC.

La Mans dispose de 15 stades, répartis dans les divers quartiers de la ville. On y trouve notamment le MMArena, enceinte de 25 000 places dans laquelle évolue le club de Le Mans FC. Ces stades permettent la pratique de nombreux sports (football, football américain, rugby, etc.).
- MMArena
- Stade Auguste-Delaune
- Stade de l'Avia
- Stade Beaulieu
- Stade des Bruyères
- Stade de La Californie
- Stade des Fontenelles
- Stade de l'Île aux sports
- Stade des Sources
- Stade du Petit-Vaurouzé,
- Stade des Raineries
- Stade Roger-Deléon
- Stade du Verger
- Stade Victor-Lair
- Stade du Villaret

### Gymnases / Salles de sport

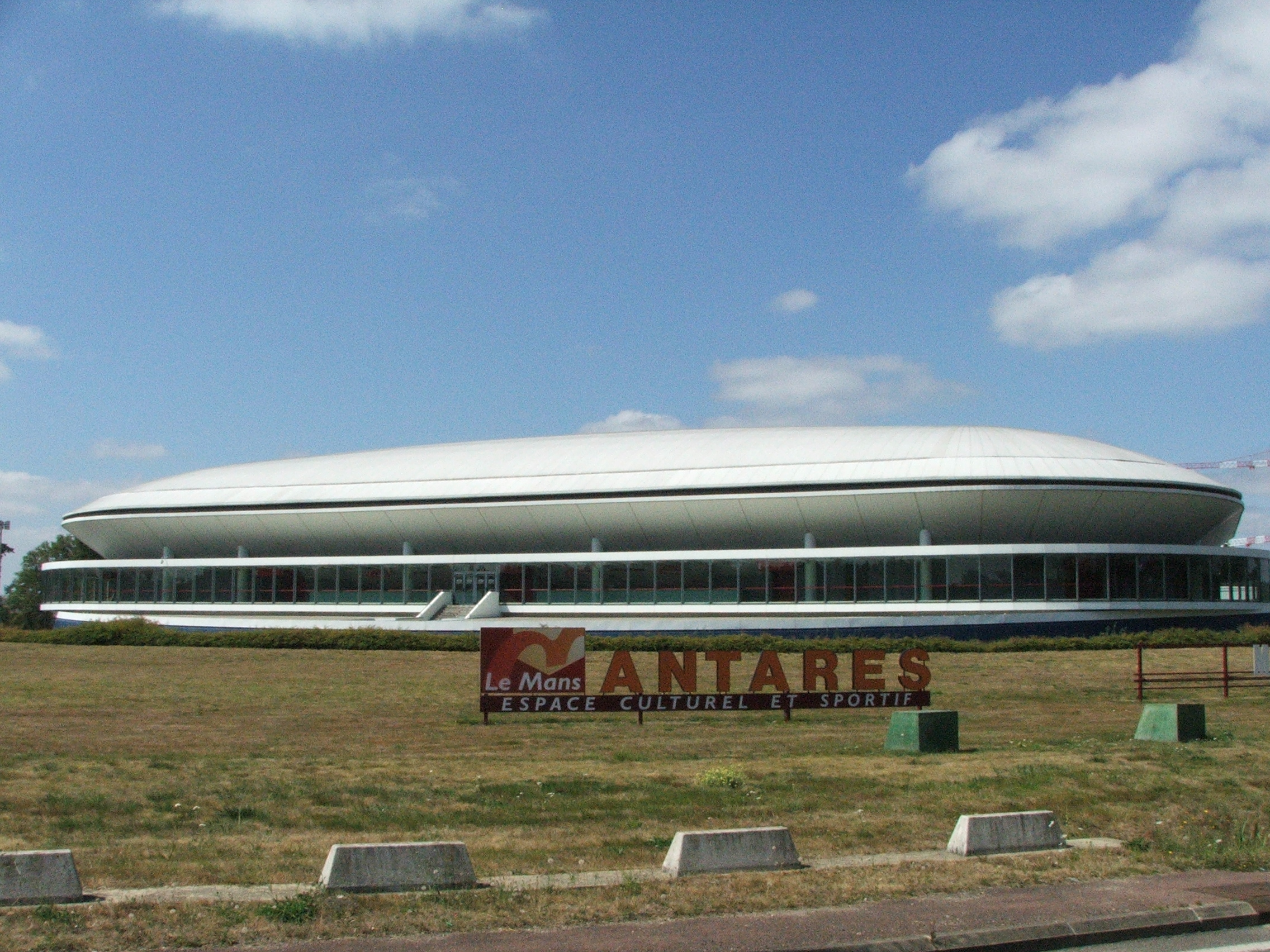
Antarès est une salle de spectacle, mais également un complexe sportif où évolue Le Mans Sarthe Basket.

De nombreux gymnases sont répartis dans la ville du Mans. Plus la plupart, ils disposent d'équipements de gymnastique, mais permettent également la pratique de nombreux autres sports, tels que le handball, les sports de combats ou encore le basketball.
- Antarès
- Gymnase Jean-Rondeau
- Gymnase des Glonnières
- Gymnase de l'Oiselière
- Gymnase Alain-Fournier
- Gymnase de La Californie
- Gymnase Champ-Long
- Gymnase de La Madeleine
- Gymnase Pierre-Rouzière
- Gymnase Albert-Camus
- Gymnase des Bruyères
- Gymnase Charles-Gounod
- Gymnase Pierre-de Coubertin
- Gymnase de l'Épine
- Gymnase Henri-Lefeuvre
- Gymnase Maroc-Huchepie
- Gymnase Robert-Jarry
- Gymnase des Sources
- Gymnase Vauguyon,
- Gymnase Victor-Lair
- Gymnase Alfred-Pelen
- Gymnase Henri-Billy

### Autres équipements sportifs

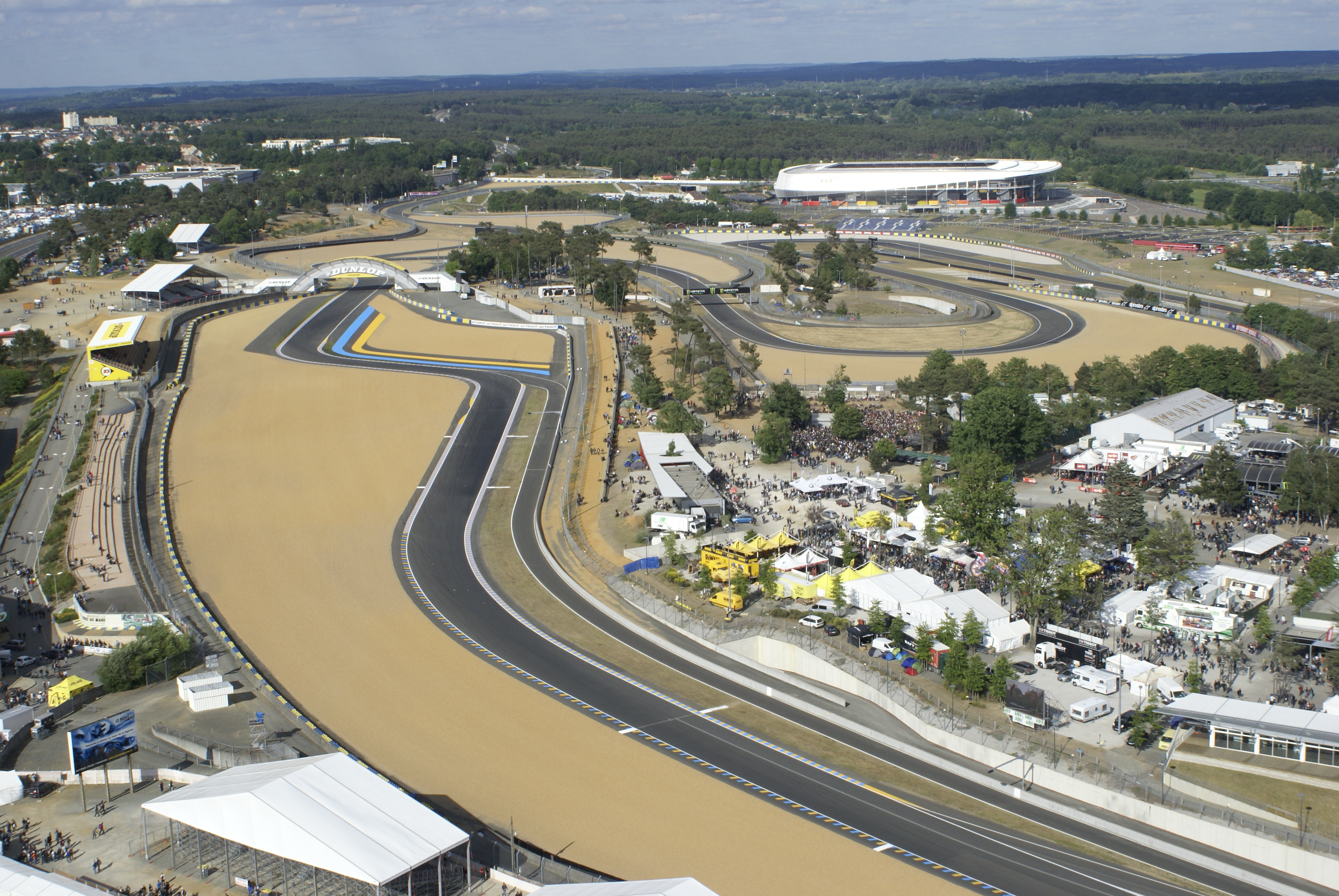
Le circuit Bugatti et sa célèbre chicane Dunlop.

- Circuit Bugatti, circuit automobile et motocycliste permanent

- Circuit des 24 Heures, circuit spécialement ouvert lors des 24h du Mans
- Hippodrome des Hunaudières
- Cityglace, patinoire située dans le quartier de l'université
- Circuit Maison Blanche, piste située à côté du circuit Bugatti
- Cité du cirque Marcel-Marceau
- Le Spot Skatepark
- Île aux Sports, vaste complexe sportif dans lequel se trouvent des clubs de football, d'athlétisme ou encore de canoë-kayak.
- Vélodrome Léon Bollée
- Terrain de trial / piste de BMX de l'Épau

## Événements sportifs

### Tour de France
Le Mans a été la ville de départ d'une étape du Tour de France cyclisme à six reprises (en 1952, 1953, 1981, 1984, 1988 et 2011). Elle a accueilli une arrivée d'étape à sept occasions (en 1952, 1953, 1975, 1981, 1983, 1984 et 1988).

### Championnat de France de skateboard 2017
En 2017, la ville a accueilli une étape du Championnat de France de skateboard. La compétition s'est déroulée au skatepark indoor Le Spot.

### Championnat d'Europe de basketball féminin 2001
En septembre 2001, la ville est l'hôte du Championnat d'Europe de baskeball féminin. C'est notamment à Antarès que s'est jouée la finale remportée par l'équipe de France face à la Russie.

### Grand Prix Automobile de France
La ville a accueilli à quatre reprises le Grand Prix Automobile de France, notamment sa première édition en 1906.

## Personnalités sportives liées à la ville

### Personnalités
- François Migault (1944 - 2012), pilote automobile, qui a notamment participé 27 fois aux 24h du Mans.
- Jean Rondeau (1946 - 1985), pilote et constructeur automobile, vainqueur des 24 Heures du Mans en 1980.
- Francis Smerecki (1949 - 2018), footballeur et entraîneur.
- Sylvain Nouet (1956 - ), entraîneur-adjoint de l'équipe de France de handball.
- Muriel Hermine (1963 - ), nageuse de synchronisée, 12 fois championne de France, 4 fois championne d'Europe et championne du monde en 2015.
- Laurent Brochard (1968 - ), cycliste, champion du monde sur route 1997.
- Bruno Rocher (1969 - ), joueur de pétanque, une fois champion du Monde et quatre fois champion de France. Il est le père de Dylan Rocher.
- Christophe Ferron (1970 - ), footballeur et actuel entraîneur de l'équipe réserve du Mans FC.
- Christelle Daunay (1974 - ), marathonienne, détentrice du record de France du marathon et du 10 000 mètres.
- Samuel Plouhinec (1976 - ), cycliste.
- Jimmy Engoulvent (1979 - ), cycliste.
- Sébastien Bourdais (1979 - ), pilote automobile, 4 fois champions du monde de Champ Car.
- James Fanchone (1980 - ), footballeur.
- Maryan Hary (1980 - ), cycliste.
- Jo-Wilfried Tsonga (1985 - ), tennisman, médaillé d'argent en double aux Jeux Olympiques de Londres, vainqueur de la Coupe Davis 2017.
- Mathieu Coutadeur (1986 - ), footballeur.
- Samuel Bouhours (1987 - ), footballeur.
- Jérémy Leloup (1987 - ), basketteur.
- Louis Rossi (1989 - ), pilote motocycliste.
- Dylan Rocher (1991 - ), joueur de pétanque, 13 fois champion de France (11 fois en sénior et 2 fois en jeune), 12 fois champion d'Europe (7 fois en sénior et 5 fois en jeune) et 5 fois champion du Monde (3 fois en sénior et 2 fois en jeune). Il est le fils de Bruno Rocher.

### Jeunes Ambassadeurs du Sport

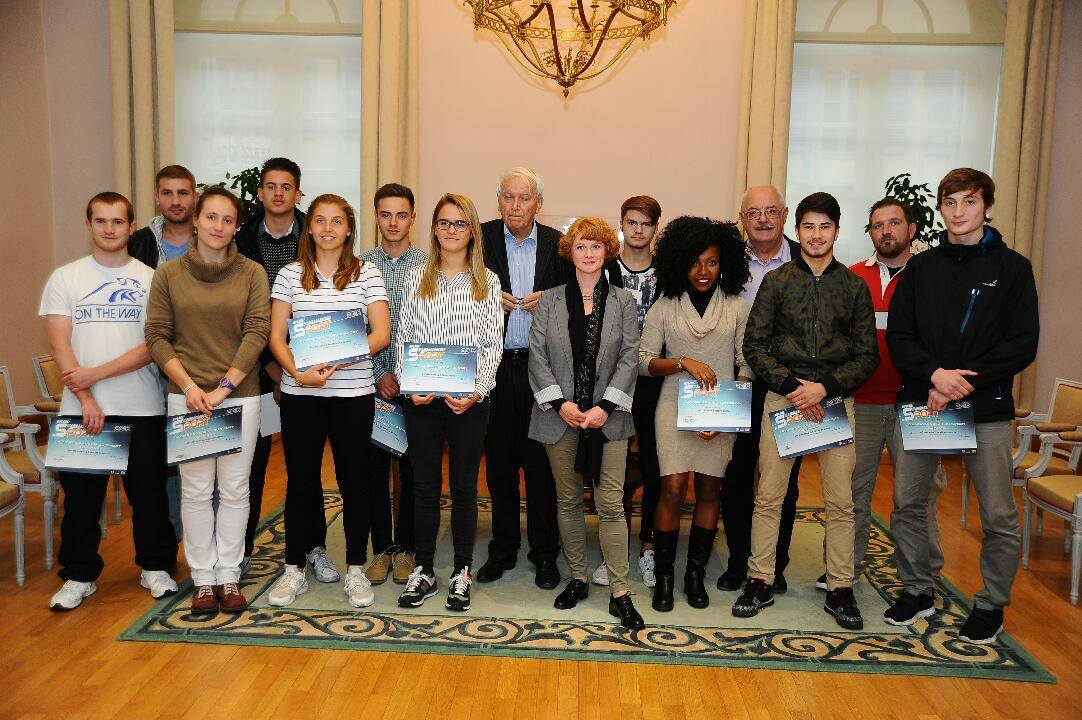
Première promotion des Jeunes Ambassadeurs du Sport du Mans.

En octobre 2016, la ville du Mans se dote d'un collectif de Jeunes Ambassadeurs du Sport.
Le collectif se compose de jeunes, entre 16 et 25 ans, habitants au Mans, et membres d'un club ou d'une association sportive de la ville. Chaque sport est représenté par un binôme mixte. Les sports représentés dans ce comité vont du football au parkour, en passant par l’athlétisme ou encore la lutte. Les membres sont élus pour un mandat d'un an renouvelable une fois.
Le but de ce collectif est de valoriser la pratique du sport chez les jeunes tout en véhiculant les valeurs inhérentes au sport (dépassement de soi, esprit d'équipe, humilité, ...). Les ambassadeurs, grâce à l'appuis du Service Enfance Jeunesse et Sports du Mans, organisent divers projets autour du sport et de ses valeurs (initiations, tournois amicaux, déplacements à des événements sportifs, ...).
Les membres du collectif sont repérés par candidature spontanée auprès du Service Enfance Jeunesse et Sports du Mans. Ils sont ensuite nommés par les adjoints au maire du Mans chargés des sports et de la jeunesse. Leur nomination est ensuite validée par le maire, lors d'une cérémonie officielle à la mairie.

## À voir aussi